# Дарт Сіон
Дарт Сіон (англ. Darth Sion) — вигаданий персонаж із Зоряних воєн, Темний Лорд Ситхів у періоді близько 3960 ДБЯ. Один з головних антагоністів Star Wars: Knights of the Old Republic II — The Sith Lords.

## Історія
Найбільшою особливістю Сіона був його зовнішній вигляд — тіло покалічене незліченними ранами і травмами, які для звичайної людини означали б смерть. Живим його тримає темна сторона Сили, яка дозволяє Сіону змусити своє тіло продовжувати функціонувати. Цей фактор надає йому стійкість до будь-якої шкоди, а також підвищує міцність тіла.
Що стосується його меча, він не набагато відрізняється від інших, однак меч має покриття зі сапфірового скла, що послаблює його пошкодження, наповнюючи власника темною енергію Сили та покращує навички ближнього бою.
Сіон був одним з ситхів у Академії Коррібана. Після смерті Малака, він пішов до Академії Трайуса на Малакор V, де став учнем Дарт Треї. Там йому вдалося здобути велику силу і вміння черпати її з власного болю та ненависті, зробивши себе майже безсмертним. Командував групою вбивць, які мали знищити Орден джедаїв.
Дізнавшись, що Дарт Трея планує захопити владу, Сіон разом з Дарт Нігілюсом вигнали її з Тріумвірату. Зробивши це, він продовжував свою боротьбу проти джедаїв, поки, нарешті, не напав на слід одну з останніх — Вигнанку. Сіон пішов за ним на захопленому військовому фрегаті Республіки, «Передвіснику», але Вигнанка і її супутники зуміли втекти.
Друге зіткнення між Сіоном і Вигнанкою відбулось в Академії на Коррібані. Вигнанці довелось відступити. Нарешті, на Малакор V, Сіон і Вигнанка вступили в бій, де Вигнанці вдалось переконати його в безсенсовності подальшого існування, яке є суцільним стражданням.